# Marco Trungelliti
Marco Trungelliti (ur. 31 stycznia 1990 w Santiago del Estero) – argentyński tenisista.

## Kariera tenisowa
Najwyżej sklasyfikowany w rankingu singlistów był na 112. miejscu (4 marca 2019), natomiast w zestawieniu deblistów na 174. pozycji (1 kwietnia 2013).
W karierze, w grze pojedynczej zwyciężył w dwóch turniejach rangi ATP Challenger Tour.

### Zwycięstwa w turniejach ATP Challenger Tour w grze pojedynczej
| Końcowy wynik | Nr | Data             | Turniej   | Nawierzchnia | Przeciwnik     | Wynik finału     |
| ------------- | -- | ---------------- | --------- | ------------ | -------------- | ---------------- |
| Zwycięzca     | 1. | 15 kwietnia 2018 | Barletta  | Ceglana      | Simone Bolelli | 2:6, 7:6(4), 6:4 |
| Zwycięzca     | 2. | 29 września 2019 | Florencja | Ceglana      | Pedro Sousa    | 6:2, 6:3         |